# Шевяковка (Башкортостан)
Шевяковка — упразднённый посёлок в составе Артакульского сельсовета Караидельского района БАССР России. Существовал до середины 1970-х гг. Ныне урочище. Жили русские (1959, 1969).

## География
Располагался в левобережье р. Байки, в 31 км к западу от райцентра и в 80 км к югу от ж.-д. ст. Щучье Озеро (ныне Пермский край).

### Географическое положение
Расстояние, на 1 июня 1952 года, от п. Шевякова до:
- районного центра (Байкибашево): 5 км,
- центра сельсовета (Артакуль): 5 км,
- ближайшей ж/д станции (Щучье Озеро): 80 км.

Расстояние, на 1 января 1969 года, от п. Шевяковка до:
- районного центра (Караидель): 31 км,
- центра сельсовета (Артакуль): 5 км,
- ближайшей ж/д станции (Щучье Озеро): 80 км.

## Топоним
Фиксировалась также под названием Егоровка, Шевякова. Название, как пишет Словарь топонимов БАССР, происходит от антропонима Шевяков с суфф. -к-(-а)

## История
Основана в начале XX в. бывшими помещичьими крестьянами на территории Байкибашевской волости Бирского уезда.

## Население
По данным Башкирской энциклопедии, в 1906 насчитывалось 75 человек, в 1920 — 98, в 1939—113, в 1959 — 91, в 1969 — 52 человека.
По другим данным, по Всесоюзной переписи 1939 года в деревне Шевякова проживали 80 человек, из них 29 мужчин, 51 женщина. По Всесоюзной переписи 1959 года в деревне Шевякова проживали 68 человек, из них 30 мужчин, 38 женщин. По Всесоюзной переписи 1970 года — 40 человек, из них 18 мужчин, 22 женщины. На 1 января 1969 года — 61 житель, преимущественно русские.

## Инфраструктура
Было личное подсобное хозяйство. В 1925 учтено 20 дворов.